# Joseph Delaunay
Joseph Delaunay (Angers, 24 dicembre 1752 – Parigi, 5 aprile 1794) è stato un politico francese durante il periodo della Rivoluzione francese.

## Biografia
L'avvocato Joseph Delaunay, dopo la nomina a commissario nazionale presso il tribunale di Angers, è eletto deputato nel 1791 all'Assemblea legislativa per il dipartimento della Maine e Loira. Nel 1792 siede su un banco della Convenzione Nazionale come deputato per il medesimo dipartimento.
Membro girondino della commissione incaricata di organizzare il tribunale rivoluzionario non può opporsi alla norma che lascia completa libertà alla pubblica accusa. Vota per la condanna a morte del re Luigi XVI.
Colpito da mandato d'arresto assieme ai girondini sopravvissuti all'epurazione del 1793, viene accusato di corruzione assieme a  Danton, nello scandalo relativo alla Compagnia delle Indie che, ricostituita da Luigi XVI col nome di "Nouvelle Compagnie des Indes" nel (1785), era stata messa poi in liquidazione definitiva dalla Convenzione nazionale nel 1793.
Il processo si svolge nell'aprile del 1794 con imputati, assieme a Delaunay, Danton, Claude Basire, Camille Desmoulins, Jean-François Delacroix, François Chabot e Fabre d'Églantine.
Le udienze iniziano con la lettura delle accuse fatta da Saint-Just alle quali Danton replica usando la sua capacità oratoria tanto convincente che Antoine Quentin Fouquier-Tinville, il pubblico accusatore presso il tribunale rivoluzionario di Parigi durante il regime del Terrore, chiede ed ottiene dalla Convenzione un decreto che vieti agli imputati la discussione nel dibattimento.
Il processo si trasforma così in una farsa, con gli accusati che lanciano pallottole di carta masticata ai giurati, e si conclude con la condanna il 5 aprile 1794 alla ghigliottina di tutti gli imputati.
Delaunay venne sepolto nel Cimitero degli Errancis.